# Świsłocz (dopływ Niemna)
Świsłocz (biał. Свіслач, Сьвіслач) – rzeka na Białorusi, lewy dopływ Niemna.
Na krótkim odcinku na rzece przebiega granica pomiędzy Polską a Białorusią.